# Carl Friedrich Trier
Carl Friedrich Trier (ur. 12 czerwca 1690 w Dreźnie, zm. 1 lutego 1763 w Lipsku) – saski prawnik, królewsko-polski i elektorsko-saski radca dworu, radny i burmistrz Lipska.
Studiował nauki prawne na Uniwersytecie w Halle, na którym w 1722 uzyskał tytuł doktora. Jeszcze w tym samym roku został wybrany radnym miasta Lipska. W 1758 został burmistrzem Lipska.